# 小沂河
小沂河，位于中華人民共和國山东省西南部，是泗河左岸支流。古称沂水，曾名庆源河、泗沂河，后为别于临沂地区的沂河，改称“小沂河”。小沂河发源于邹城市东部城前镇凤凰山北，西北流经田黄镇后入曲阜市的尼山水库，出库后继续西北流经息陬镇、曲阜市南郊，最后于兖州市酒仙桥街道粉店村（原属于曲阜市陵城镇）和焦家村（原属于曲阜市时庄镇）之间汇入泗河。全长58公里，流域面积622平方公里。多年平均年径流量1.26亿立方米。